# جايسون بورك
جايسون بورك هو كاتب سيناريو ومخرج كندي، ولد في 6 سبتمبر 1972 في فانكوفر في كندا.

## وصلات خارجية
- جايسون بورك على موقع IMDb (الإنجليزية)
- جايسون بورك على موقع ألو سيني (الفرنسية)
- جايسون بورك على موقع أول موفي (الإنجليزية)
- جايسون بورك على موقع قاعدة بيانات الفيلم (الإنجليزية)
- جايسون بورك على موقع كينوبويسك (الروسية)